# 1934 у футболі
Нижче наведені футбольні події 1934 року у всьому світі.

## Події
- Відбувся другий чемпіонат світу, перемогу на якому здобула збірна Італії.
- 14 листопада збірна Англії перемогла збірну Італії, залишивши за собою неофіційне звання кращої команди світу, попри те, що не брала участі в чемпіонаті світу.

## Національні чемпіони
- Аргентина: Бока Хуніорс
- Ісландія: КР
- Іспанія: Атлетік (Більбао)
- Нідерланди: Аякс (Амстердам)
- Польща: Рух (Хожув)
- Франція: Сет